# Dieudonné de Gozon
Dieudonné de Gozon ( – 1353) a Jeruzsálemi Szent János Ispotályos Lovagrend francia nagymestere volt.

## Élete
Hélion de Villeneuve 1346-os halála után választották meg a johanniták a Provence-ból származó Dieudonné de Gozónt nagymesternek. Folytatta az elődje által kezdett erődítési munkálatokat, nagymestersége alatt épült meg a város tengerparti fala. A kikötő fejlesztése érdekében egy mólót is építtetett. Uralkodása idején az ispotályosok folytatták a harcot Szmirnában, és amikor a pápa úgy kívánta, vezették a béketárgyalásokat.

## Legendája
Gozon Sárkányölő néven híresült el, mert egy legenda szerint – még lovagként, a nagymester tiltása ellenére – megölte a Rodoszon élő sárkányt, majd levágott fejét kiakasztotta az egyik városkapura. A koponyáról megemlékezett Melchisedech Thevenot 17. századi francia tudós és utazó is, aki szerint a fej nagyobb volt egy lóénál, nagy szemei, szája és fogai voltak. A koponya 1837-ben még látható volt a d’Amboise-kapu felett.
A történetet feldolgozta Friedrich Schiller is Der Kampf mit dem drachen (szabad fordításbanː Harc a sárkánnyal) című balladájában. Dieudonné de Gozon szarkofágján is ez a felirat állː Itt nyugszik a sárkányölő. Halála után Pierre de Corneillan követte őt a nagymesteri tisztségben.